# Campionati mondiali di sollevamento pesi 2024 - 45 kg femminile
Le gare di sollevamento pesi della categoria fino a 45 kg femminile — pesi mosca — dei campionati mondiali del 2024 si sono svolte il 6 dicembre 2024 a Manama presso il Weightlifting Marquee Venue.

## Programma
L'orario indicato corrisponde a quello bahreinita (UTC+03:00)
| Data            | Orario | Evento   |
| --------------- | ------ | -------- |
| 6 dicembre 2024 | 17:30  | Gruppo A |

## Medagliate
Per ciascun esercizio, le prime tre classificate sono le seguenti:
| Esercizio | Oro          | Oro    | Argento      | Argento | Bronzo              | Bronzo |
| --------- | ------------ | ------ | ------------ | ------- | ------------------- | ------ |
| Strappo   | Zhao Jinhong | 87 kg  | Won Hyon-sim | 86 kg   | Marta García Rincón | 75 kg  |
| Slancio   | Zhao Jinhong | 113 kg | Won Hyon-sim | 105 kg  | Phạm Đình Thi       | 97 kg  |
| Totale    | Zhao Jinhong | 200 kg | Won Hyon-sim | 191 kg  | Phạm Đình Thi       | 170 kg |

## Record
Prima di questa competizione, i record mondiali esistenti erano i seguenti:
| Record mondiale | Strappo | Won Hyon-sim | 87 kg  | Pattaya, Thailandia | 31 marzo 2024 |
| Record mondiale | Slancio | Won Hyon-sim | 109 kg | Pattaya, Thailandia | 31 marzo 2024 |
| Record mondiale | Totale  | Won Hyon-sim | 196 kg | Pattaya, Thailandia | 31 marzo 2024 |

## Risultati
| Pos. | Atleta                     | Gr. | Peso atleta | Strappo (kg) | Strappo (kg) | Strappo (kg) | Strappo (kg) | Slancio (kg) | Slancio (kg) | Slancio (kg) | Slancio (kg) | Totale |
| Pos. | Atleta                     | Gr. | Peso atleta | 1            | 2            | 3            | Pos.         | 1            | 2            | 3            | Pos.         | Totale |
| ---- | -------------------------- | --- | ----------- | ------------ | ------------ | ------------ | ------------ | ------------ | ------------ | ------------ | ------------ | ------ |
|      | Zhao Jinhong (CHN)         | A   | 44.58       | 83           | 87           | 88           |              | 105          | 110          | 113          |              | 200    |
|      | Won Hyon-sim (PRK)         | A   | 45.00       | 82           | 86           | 88           |              | 105          | 112          | 112          |              | 191    |
|      | Phạm Đình Thi (VIE)        | A   | 45.00       | 73           | 75           | 76           | 5            | 95           | 97           | 99           |              | 170    |
| 4    | Cansu Bektaş (TUR)         | A   | 44.98       | 74           | 74           | 77           | 4            | 93           | 96           | 97           | 6            | 167    |
| 5    | Cicely Kyle (USA)          | A   | 45.00       | 72           | 75           | 76           | 6            | 92           | 95           | 98           | 5            | 167    |
| 6    | Gamze Altun (TUR)          | A   | 44.92       | 67           | 70           | 72           | 8            | 93           | 96           | 96           | 4            | 166    |
| 7    | Marta García Rincón (ESP)  | A   | 44.90       | 73           | 75           | 77           |              | 86           | 89           | 92           | 7            | 164    |
| 8    | Hong Zi-yu (TPE)           | A   | 45.00       | 70           | 72           | 72           | 7            | 88           | 90           | 91           | 8            | 160    |
| 9    | Mariangeli Martínez (VEN)  | A   | 44.56       | 63           | 66           | 68           | 9            | 85           | 88           | 90           | 9            | 156    |
| 10   | María Barco (MEX)          | A   | 44.50       | 63           | 63           | 63           | 10           | 82           | 90           | 94           | 10           | 145    |
| —    | Rosina Randafiarison (MAD) | A   | 44.92       | 73           | 73           | 73           | —            | —            | —            | —            | —            | —      |